# Carl Högl

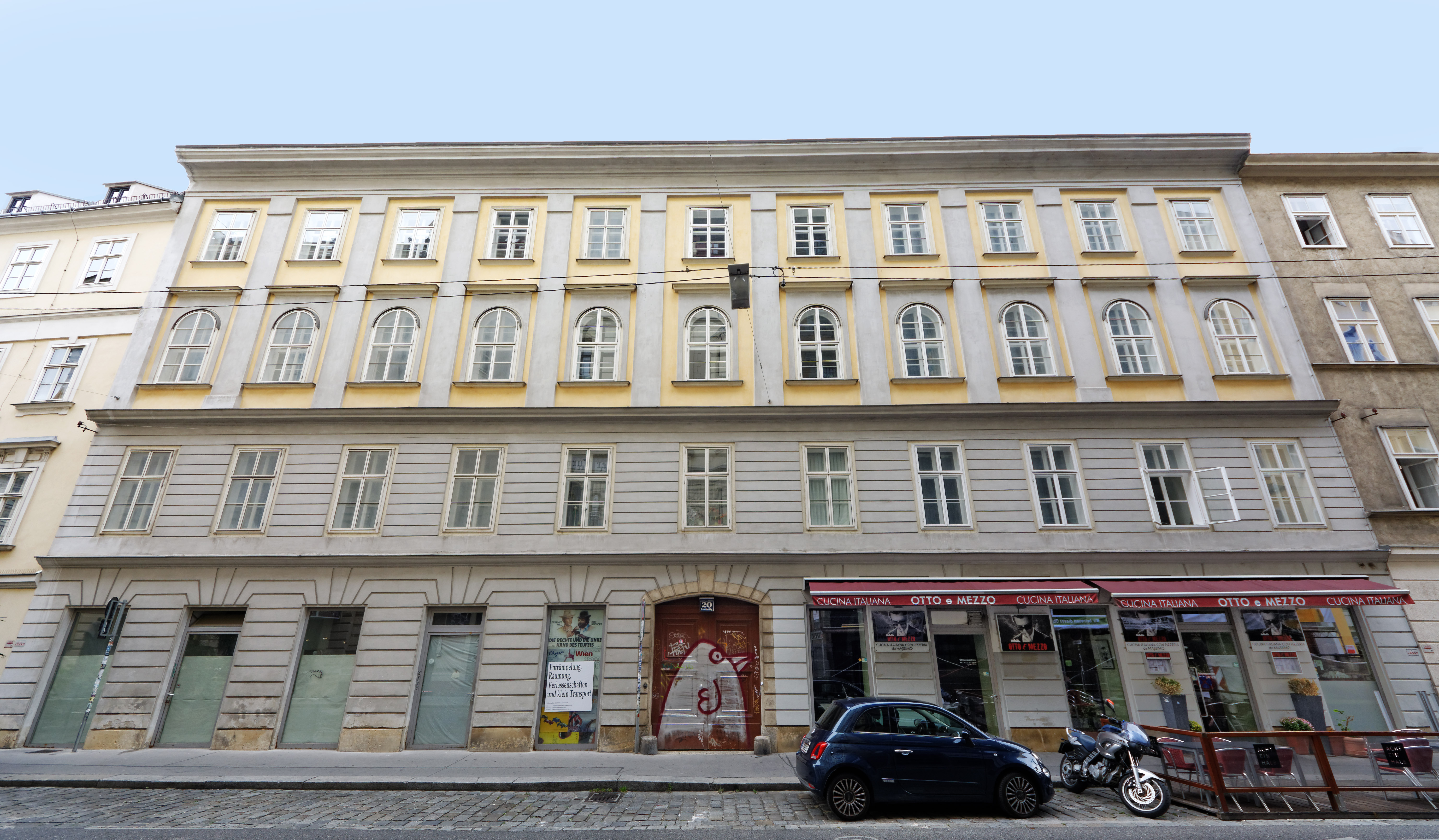
Schleifmühlgasse 20

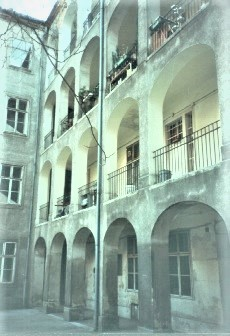
Arkaden im Hof

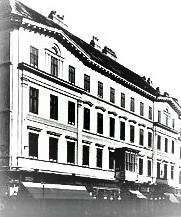
Währingerstraße 22, Newaldhof

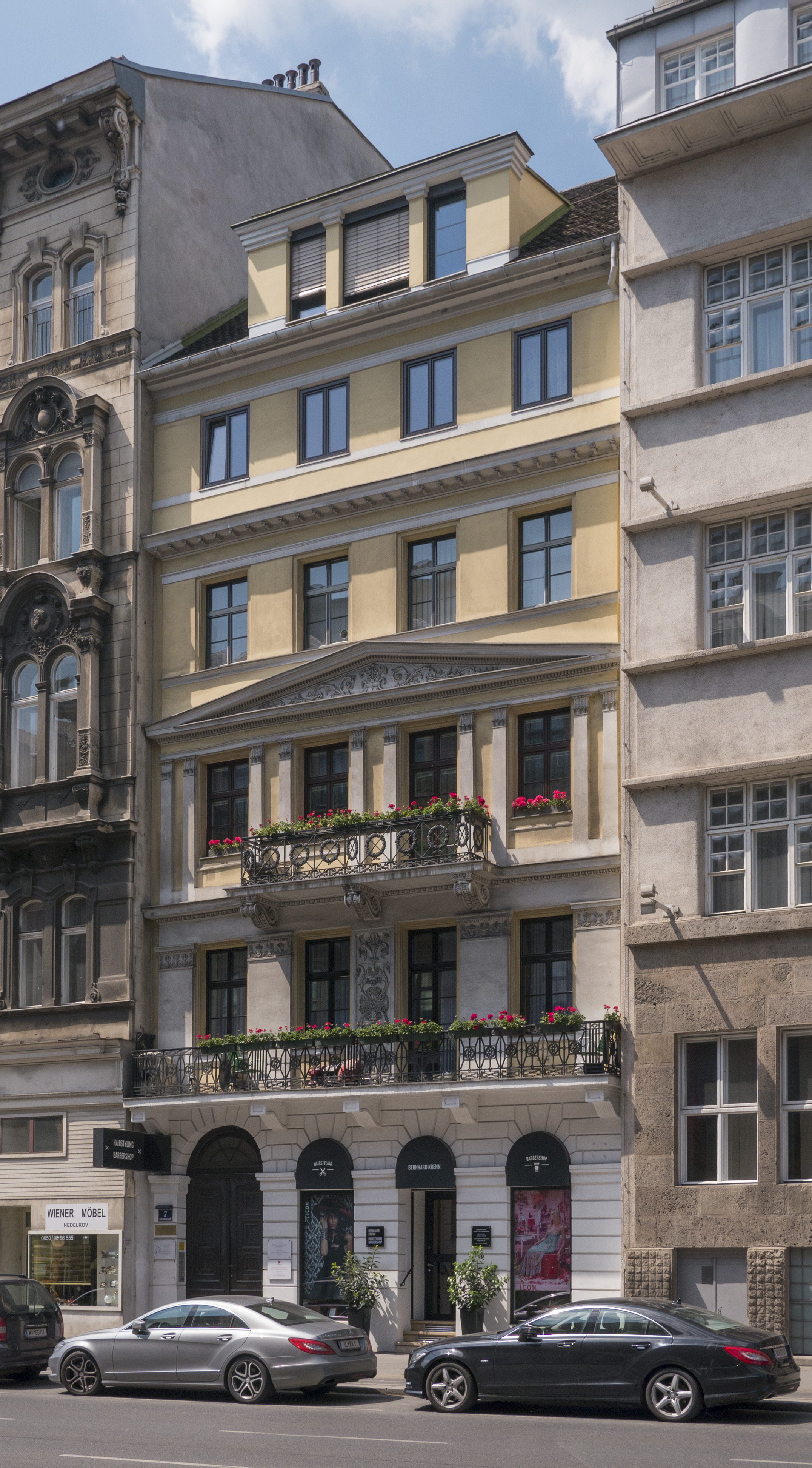
Bildhauerhaus

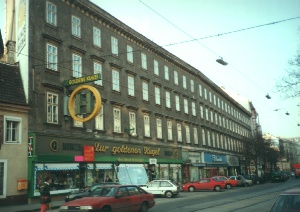
Zur goldenen Kugel

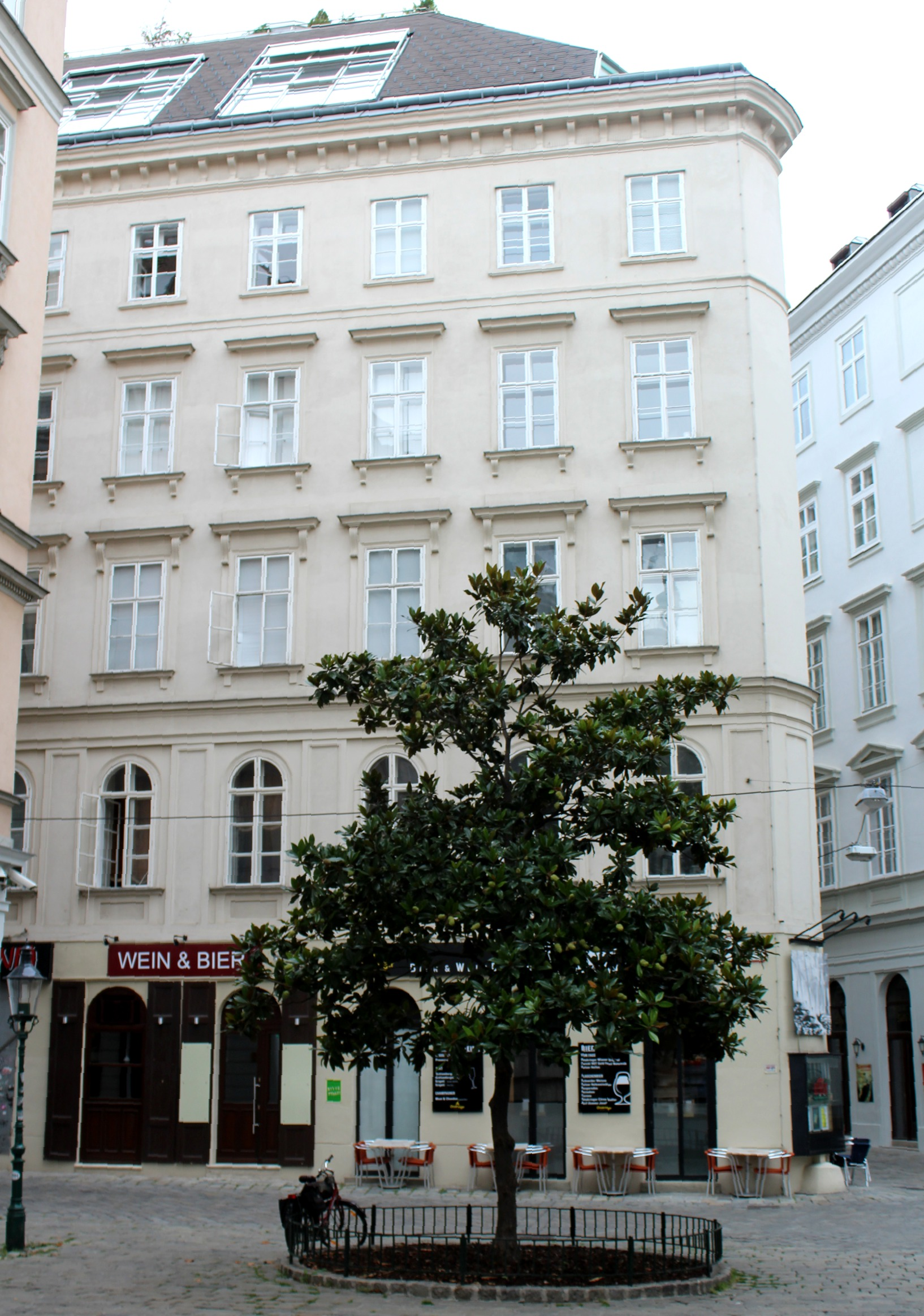
Judengasse 7

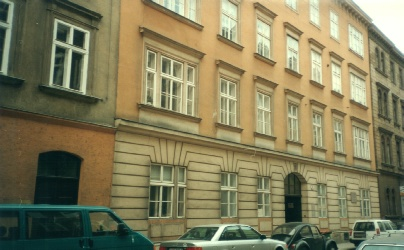
Schreygasse 6

Carl Högl (auch Karl, * 3. August 1789 in Wien, Rossau; † 11. Mai 1865 ebenda) war ein österreichischer Stadtbaumeister in Wien.

## Leben
Högls Urgroßvater, der Steinmetzmeister Johann Gallus Hügel, war von Gemünden am Main in Franken in das Steinmetzzentrum Eggenburg in Niederösterreich zugewandert und Meister der dortigen Bruderschaft geworden. In diesem anderen Sprachraum wurde der Nachname Hügel in Högl umgeschrieben, was sich bis in die Gegenwart erhalten hat.
Der jüngere Bruder Elias Hügel erlernte auch das Steinmetzhandwerk, er gelangte in den kaiserlichen Steinbruch am Leithaberg, reifte dort zum bedeutenden Handwerker-Künstler, hatte keine männlichen Erben.
Sein Großvater Georg Andreas Högl, auch Steinmetzmeister, heiratete nach Wien und war Meister der Wiener Steinmetzbruderschaft geworden. Im letzten Lebensjahr, am 19. Dezember 1779, übergab er seine Steinmetzhütte in der Roßau an seinen Sohn Johann Philipp, der 24 Jahre alt war.
Johann Philipp heiratete in der Wiener Schottenkirche am 15. Januar 1781 die Wirtstochter Barbara Eckmayerin. Ihre Söhne Philipp Joseph und Johann lernten das Steinmetzhandwerk beim Vater. Sohn Carl, 1789 geboren, blieb in der Zunft der Maurer- und Steinmetzmeister, lernte den Beruf des Maurers. Ein wesentlicher Unterschied bestand in der Dauer der Lehrzeit, beim Steinmetzen waren das fünf Jahre, beim Maurer drei Jahre.

### Maurerlehre
Am 19. Juni 1803 lässt Herr Franz Wipplinger, bürgerlicher Baumeister, ... einen Jung mit Namen Carl Högl von Wien gebürtig, auf das Maurerhandwerk auf drei Jahre aufdingen. Dessen Bürgen sind Martin Hold und Michael Fichner, beide Maurer. Er hat die Gebühr entrichtet und das Schulzeugnis eingelegt.
Am 15. Juni 1806 wurde er nach eingelegtem Christenlehr-Zeugnis freigesprochen. Der Vater war im Jahr zuvor gestorben. Seine beiden älteren Brüder Philipp Joseph und Johann waren bereits ausgebildete Steinmetzmeister.

### Zeugnis für den Maurerpolier Carl Högl
Von der Innung der bürgerlichen Bau- und Steinmetzmeister in Wien wird hiermit bezeuget, dass der Maurerpolier Carl Högl, zu Wien gebürtig und Sohn des verstorbenen Steinmetzmeisters Johann Philipp Högl, welcher das ihm am 27. Juni 1813 – zur Erweisung seiner in der Baukunst erworbenen Fähigkeit und praktischen Kenntnis auferlegte Zöglings-Probestück der Bauführung des gegen das kleine Rothenthurm-Thor gekehrten großen Gebäudes zu St. Lorenz in der Stadt als Pallier zur Zufriedenheit der Bauführenden gut ausgeführt ... der Zögling wird zur weiteren Meisterprüfung zugelassen.

## Lehrmeister
Am 1. Juli 1821 nahm Carl Högl den Wiener Georg Walter als Maurerlehrling auf. Er beschäftigte in seinem Bauunternehmen zu dieser Zeit vier Gesellen und vier weibliche Arbeiterinnen. 1824 beschäftigte er zehn Gesellen.

### Zeugnis für den Zögling Franz Ehmann
Die Innung der Bau- und Steinmetzmeister bestätigt dem Franz Ehmann auf sein Ansuchen, dass er ... am 21. Februar 1830 unter der Aufsicht des Baumeisters Carl Högl bei seinem „Zöglingsstück“ ... Abbruch des  Hauses der Bäcker-Innung am Salzgries Nr. 211 und Neubau nach dem Plan ... so viele Kenntnisse in der Baukunst an den Tag gelegt [hat], dass er jedermann auf das Beste empfohlen werden kann. Von den beiden Herrn Vorstehern und den Herrn Beschaumeistern eigenhändig unterschrieben und mit dem Innungs-Siegel versehen. Wien, den 11. Oktober 1830.
Im Hof- und Staats-Handbuch der österreichisch-ungarischen Monarchie des Jahres 1847 ist Carl Högl als beeideter Bau-Schätzmeister eingetragen.

### Tod
Aus dem Totenbeschauprotokoll vom 11. Mai 1865: „Herr Carl Högl, Stadtbaumeister und Hausbesitzer in Wien, 76 Jahre alt, in einer Doppelgruft am Sankt Marxer Friedhof begraben. Seine Witwe Clara Högl starb am 27. Dezember 1877 und wurde ebendort begraben.“

## Bauten
- 1822: Haus Gumpendorf 280 Einbau einer Weberwerkstatt
- 1827: Wohnhaus im 4. Bezirk, Kettenbrückengasse 14, erbaut von Joseph Klee, es erfolgten 1829 Abänderungen durch Carl Högl.
- 1828: Wohnhaus Newaldhof, Zum Schäfer, Zum goldenen Ochsen, im 9. Bezirk, Eckhaus Währinger Straße 22 und Thurngasse 2. Als Hausbesitzer dokumentiert.
- 1830: Haus der Bäckerinnung im 1. Bezirk, Salzgries 211
- 1830/1831: Haus der Gesellschaft der Musikfreunde in den Tuchlauben, 1829 erworben und nach dem Plan des Architekten Franz Lössl von Baumeister Carl Högl umgebaut.
- 1837: Wohnhaus im 4. Bezirk, Schleifmühlgasse 20. Die Fassade im Stil der Beamtenarchitektur, unter Einsatz sparsamer Mittel Monumentalität und Funktionalität zu vereinen, die Hofseite mit viergeschoßigen Pfeilerarkaden.
- 1837: Wohnhaus, sogenanntes Bildhauerhaus, Zur kleinen Maria Hilf, im 8. Bezirk, Auerspergstraße 7. Kleines Biedermeierhaus mit reizvoller klassizistischer Fassade für den Bildhauer Josef Höbert. Es wurde später aufgestockt und damit die ausgewogenen Dimensionen zerstört. Am Beginn der Straße das Palais Auersperg mit der Nr. 1.
- 1838: Wohnhaus Zur goldenen Kugel im 4. Bezirk, Wiedner Hauptstraße 40–42, gemeinsam mit dem Architekten Franz Lössl. Der langgezogene, monoton gegliederte Bau ist ein Paradebeispiel jener Nutzarchitektur, die im vormärzlichen Wien durch das Hofbauamt vertreten wurde und die zur Ausbildung des städtischen Zinshauses führte. Wegen der im Inneren herrschenden Aneinanderreihung kleinster Wohneinheiten führte das zur Bezeichnung Zinskasernen.
- 1838: Wohnhaus im 1. Bezirk, Judengasse 7, Eckhaus zur Sterngasse, Wohnhaus im Kern 18. Jahrhundert, weitgehend verändert.
- 1843: Wohnhaus im 1. Bezirk, Bauernmarkt 18, fünfgeschoßiges frühhistoristisches Eckhaus.
- 1844: Wohnhaus im 1. Bezirk, Desider-Friedmann-Platz 2, fünfgeschoßiges frühhistoristisches Eckhaus.
- 1846: Wohnhaus im 2. Bezirk, Schreygasse 6, Wohn- und Sterbehaus von Wilhelm Kienzl in den Jahren 1921 bis zu seinem Tod am 3. Oktober 1941.